# Tetrapturus belone
Tetrapturus belone is een straalvinnige vis uit de familie van zeilvissen (Istiophoridae), orde baarsachtigen (Perciformes), die voorkomt in de Middellandse Zee op diepten tot 250 m en kan een maximale lengte bereiken van 240 cm.
Tetrapturus belone is voor de visserij van beperkt commercieel belang. De soort komt niet voor op de Rode Lijst van de IUCN.